# Peter Joppich
Peter Joppich, né le 21 décembre 1982 à Coblence, est un escrimeur allemand, pratiquant le fleuret. Il remporte pour la première fois de sa carrière les Championnats d'Europe à Zagreb le 17 juin 2013. Il est considéré comme l'un des meilleurs escrimeurs de son temps. Peter pratique un jeu typique allemand : il possède une technique hors norme.[réf. nécessaire]
En 2022, il décide de finir sa carrière après le Challenge international de Paris, compétition qu'il apprécie particulièrement ,.

## Palmarès
- Jeux olympiques
  -  Médaille de bronze par équipes aux Jeux olympiques d'été de 2012 à Londres

- Championnats du monde d'escrime
  -  Médaille d'or aux championnats du monde d'escrime 2010 à Paris
  -  Médaille d'or aux championnats du monde d'escrime 2007 à Saint-Pétersbourg
  -  Médaille d'or aux championnats du monde d'escrime 2006 à Turin
  -  Médaille d'or aux championnats du monde d'escrime 2003 à la Havane
  -  Médaille d'argent aux championnats du monde d'escrime 2006 à Turin
  -  Médaille d'argent aux championnats du monde d'escrime 2008 à Pékin
  -  Médaille d'argent par équipes aux championnats du monde d'escrime 2009 à Antalya
  -  Médaille de bronze par équipes aux championnats du monde d'escrime 2011 à Catane
  -  Médaille de bronze aux championnats du monde d'escrime 2009 à Antalya

- Championnats d'Europe d'escrime
  -  Médaille d'or par équipes aux Championnats d'Europe d'escrime 2007
  -  Médaille d'or par équipes aux Championnats d'Europe d'escrime 2013
  -  Médaille d'or aux Championnats d'Europe d'escrime 2013

- Coupe du monde
  - Vainqueur du Challenge International de Paris en 2009.
  - Vainqueur du Challenge Licciardi en 1999.
- Championnats d'Allemagne d'escrime
  - Vainqueur à l'individuel : 2006, 2007, 2013, 2015, 2016
  - Deuxième à l'individuel : 2014
  - Troisième à l'individuel : 2012
  - Deuxième par équipes : 2012